# Sinognathus
Sinognathus — вимерлий рід гомфодонтових цинодонтів із середньотріасової формації Ermaying у Китаї. Його типовим єдиним видом є Sinognathus gracilis, який був названий у 1959 році китайським палеонтологом К. С. Янгом.